# Astragalus austroferganicus
Astragalus austroferganicus är en ärtväxtart som beskrevs av Rudolf V. Kamelin och R.Vinogr. Astragalus austroferganicus ingår i släktet vedlar, och familjen ärtväxter. Inga underarter finns listade i Catalogue of Life.